# ميلكيوك
مدينة ميلكيوك Melekeok هي عاصمة الدولة وكذلك عاصمة ولاية ميلكيوك (إحدى ولايات بالاو الستة عشر). وهي تقع على الساحل الشرقي من جزيرة بابلدأوب ، أكبر جزيرة في بالاو.